# Domácí a záslužný řád vévody Petra Fridricha Ludvíka
Domácí a záslužný řád vévody Petra Fridricha Ludvíka (německy Haus- und Verdienstorden des Herzogs Peter Friedrich Ludwig) byl oldenburský dynastický záslužný řád. Založil ho dne 27. listopadu 1838 oldenburský velkovévoda August I. na památku návratu Napoleonem svrženého vévody Petra Fridricha Ludvíka na trůn z 27. listopadu 1813. Byl udělován jak za civilní, tak i za vojenské zásluhy a skládal se z kapitulárních (jen oldenburští) a čestných členů. Řád zanikl pádem velkovévodství v roce 1918.

## Vzhled řádu
Odznakem je zlatý, bíle smaltovaný tlapatý kříž, převýšený korunou. V modrém kulatém středovém medailonu je zlatý korunovaný monogram P F L (Peter Friedrich Ludwig), ovinutý červeným pruhem se zlatým nápisem EIN GOTT EIN RECHT EIN WAHRHEIT (Jeden Bůh, jedno právo, jedna pravda). Na zadní straně je pak vyobrazen zemský znak Oldenburska na bílém poli s daty na ramenech kříže – 17. Jan. 1755 (narození vévody Petra Fridricha Ludvíka), 6. Jul. 1785 (nastoupení na vévodský trůn), 21. Mai 1829 (jeho úmrtí) a 27. Nov. 1838 (založení řádu).
Hvězda je stříbrná a osmicípá. Ve středu je umístěn řádový odznak.
Stuha modrá s červeným okrajem.

## Dělení
Řád se dělil do celkem 7 tříd:
- I. třída: velkopřevor – jen velkovévoda oldenburský
- II. třída: čestný velkokříž – princové velkovévodského rodu
- III. třída: velkokříž – jen kapitulární členové
  - zlatý velkokříž – pro čestné členy
  - stříbrný velkokříž – pro čestné členy
- IV.třída: velkokomtur – obě skupiny
- V. třída: komtur – obě skupiny
- VI. třída: důstojník – jen čestní členové
- VII. třída: rytíř – jen kapitulární členové
  - rytíř 1. třídy – pro čestné členy
  - rytíř 2. třídy – pro čestné členy

S řádem byly spojeny i Záslužný kříž a Záslužná medaile.

## Galerie

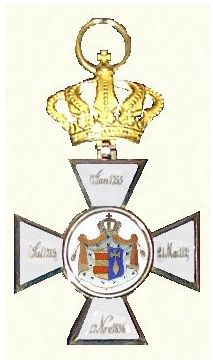
Zadní strana odznaku velkokříže
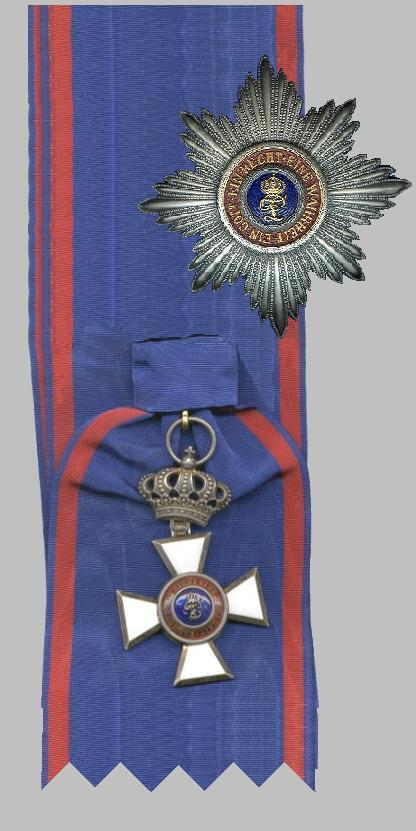
Hvězda řádu a odznak řádu s velkostuhou